# Mitsuo Miura
Pour les articles homonymes, voir Miura (homonymie).
Mitsuo Miura (三浦光雄, Miura, Mitsuo), né le 25 octobre 1902 dans la préfecture de Miyagi (Japon) et mort le 24 octobre 1956, est un directeur de la photographie japonais actif de 1920 à sa mort. 
L'association des réalisateurs de cinéma japonais a créé en 1956 un prix qui porte son nom.

## Biographie
Mitsuo Miura est l'un des membres fondateurs de Studio Eight Productions, une société de production de film japonaise créée en octobre 1950 par les réalisateurs Heinosuke Gosho (avec qui Miura travaille depuis 1926) et Shirō Toyoda et les écrivains Jun Takami, Junji Kinoshita et Sumie Tanaka.
Il a travaillé sur plus de 110 films entre 1926 et 1956.

## Filmographie

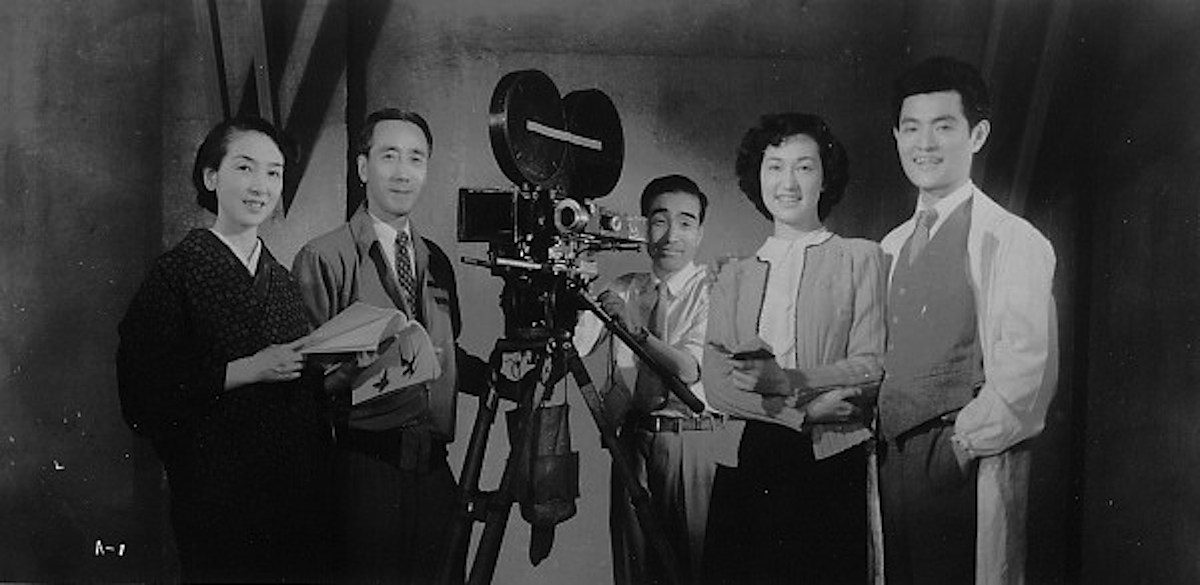
Tournage de Nuages épars (de g. à d.) : Hiroko Kawasaki, Heinosuke Gosho, Mitsuo Miura, Kieko Sawamura et Yōichi Numata.

### Comme directeur de la photographie
- 1926 : Elle (彼女, Kanojo?) de Heinosuke Gosho
- 1927 : La Marche de Tokyo (東京行進曲, Tōkyō koshin-kyoku?) de Heinosuke Gosho
- 1927 : Un rêve honteux (恥しい夢, Hazukashii yume?) de Heinosuke Gosho
- 1928 : La Fiancée du village (村の花嫁, Mura no hanayome?) de Heinosuke Gosho
- 1929 : Un père et son fils (親父とその子, Oyaji to sono ko?) de Heinosuke Gosho
- 1930 : Une vie souriante (微笑む人生, Hohoemu jinsei?) de Heinosuke Gosho
- 1930 : L'histoire de Kinoyo (絹代物語, Kinuyo monogatari?) de Heinosuke Gosho
- 1930 : Journal des passions (愛慾の記, Aiyoku no ki?) de Heinosuke Gosho
- 1931 : Les Cris du second étage (二階の悲鳴, Nikai no himei?) de Mikio Naruse
- 1931 : Bon courage, larbin ! (腰弁頑張, Koshiben ganbare?) de Mikio Naruse
- 1931 : Un caprice saute dans le train (浮気は汽車に乗って, Uwaki wa kisha ni notte?) de Mikio Naruse
- 1931 : Eikan namida ari (栄冠涙あり?) de Shigeyoshi Suzuki
- 1932 : Le Quai du Paradis (天国の波止場, Tengoku no hatoba?) de Yutaka Abe
- 1932 : Amerika koro (アメリカ航路?) de Saburo Aoyama
- 1932 : Bible moderne (もだん聖書 当世立志読本巻一, Modan hakusho?) de Yutaka Abe
- 1933 : La Lumière - Avec le péché (光・罪と共に, Hikari tsumi to tomoni?) de Yutaka Abe
- 1933 : Mirai-ka: Zengo-hen (未来花 前後篇?) de Kiyohiko Ushihara
- 1933 : Daigaku no uta (大学の歌?) de Kiyohiko Ushihara
- 1933 : Tōkyō-sai (東京祭?) de Kiyohiko Ushihara
- 1934 : Misomerareta seinen (見染められた青年?) de Shigeyoshi Suzuki
- 1934 : Ureshii musume (嬉しい娘?) de Yasuki Chiba
- 1934 : Karisome no kuchibeni (雁来紅?) de Shigeyoshi Suzuki
- 1937 : Shirobara wa sakedo (白薔薇は咲けど?) d'Osamu Fushimizu
- 1937 : Les Larmes d'une femme (女人哀愁, Nyonin aishu?) de Mikio Naruse
- 1937 : Un mari chaste I (良人の貞操 前篇 春来れば, Otto no teiso - haru kitareba?) de Kajirō Yamamoto
- 1937 : Un mari chaste II (良人の貞操 後篇 秋ふたたび, Otto no teiso - aki futatabi?) de Kajirō Yamamoto
- 1937 : Les Vicissitudes de la vie I (禍福 前篇, Kafuku zenpen?) de Mikio Naruse
- 1937 : Les Vicissitudes de la vie II (禍福 後篇, Kafuku kōhen?) de Mikio Naruse
- 1938 : L'Amour de Tojuro (藤十郎の恋, Tōjurō no koi?) de Kajirō Yamamoto
- 1939 : Tomokichi to uma (友吉と馬?) de Noriyuki Yata
- 1940 : Le Village de Tajinko (多甚古村, Tajinko-mura?) de Tadashi Imai
- 1941 : Les Coquelicots (虞美人草, Gubijinsō?) de Nobuo Nakagawa
- 1941 : La Bataille de Kawanakajima (川中島合戦, Kawanakajima kassen?) de Teinosuke Kinugasa
- 1942 : Généalogie d'une femme I (婦系図, Onna keizu?) de Masahiro Makino
- 1942 : Généalogie d'une femme II (続婦系図, Zoku onna keizu?) de Masahiro Makino
- 1943 : La Jeunesse (若き姿, Wakaki sugata?) de Shirō Toyoda
- 1945 : Nihon kengō den (日本剣豪伝?) d'Eisuke Takizawa
- 1945 : L'Enfant gâté de la fortune (恋の風雲児, Koi no fūunji?) de Kajirō Yamamoto
- 1946 : Ceux qui bâtissent l'avenir (明日を創る人々, Asu o tsukuru hitobito?) d'Akira Kurosawa, Hideo Sekigawa et Kajirō Yamamoto
- 1947 : Encore une fois (今ひとたびの, Ima hitotabi no?) de Heinosuke Gosho
- 1951 : Mrs. Takarazuka (宝塚夫人, Takarazuka fujin?) de Motoyoshi Oda
- 1951 : Le Chant de la bergeronnette (せきれいの曲, Sekirei no kyoku?) de Shirō Toyoda
- 1951 : Nuages épars (わかれ雲, Wakare-gumo?) de Heinosuke Gosho
- 1952 : L'Agitation du matin (朝の波紋, Asa no hamon?) de Heinosuke Gosho
- 1952 : The 48th Man (四十八人目の男, Yonjū-hachinin me no otoko?) de Kiyoshi Saeki
- 1952 : Murmure du printemps (春の囁き, Haru no sasayaki?) de Shirō Toyoda
- 1953 : Là d'où l'on voit les cheminées (煙突の見える場所, Entotsu no mieru basho?) de Heinosuke Gosho
- 1953 : Aijō ni tsuite (愛情について?) de Yasuki Chiba
- 1953 : L'Oie sauvage (雁, Gan?) de Shirō Toyoda
- 1954 : Douze chapitres sur les femmes (女性に関する十二章, Josei ni kansuru jūni shō?) de Kon Ichikawa
- 1954 : Itsuko to sono haha (伊津子とその母?) de Seiji Maruyama
- 1954 : Tout sur moi (わたしの凡てを, Watashi no subete o?) de Kon Ichikawa
- 1954 : Haha no hatsukoi (母の初恋?) de Seiji Hisamatsu
- 1955 : Le Blé vert (麦笛, Mugibue?) de Shirō Toyoda
- 1955 : La Relation matrimoniale (夫婦善哉, Meoto zenzai?) de Shirō Toyoda
- 1955 : Sugata naki mokugekisha (姿なき目撃者?) de Shigeaki Hidaka
- 1956 : Kyatsu o nigasuna (彼奴を逃すな?) de Hideo Suzuki
- 1956 : L'Étrange Amour de la femme blanche (白夫人の妖恋, Byaku fujin no yoren?) de Shirō Toyoda
- 1956 : Le Chat, Shozo et ses deux maitresses (猫と庄造と二人のをんな, Neko to Shōzō to futari no onna?) de Shirō Toyoda

## Récompenses et distinctions
- 1948 : prix du film Mainichi de la meilleure photographie pour Encore une fois (Ima hitotabi no)[3]
- 1954 : Blue Ribbon Award de la meilleure photographie[4] pour :
  - Là d'où l'on voit les cheminées  (Entotsu no mieru basho)
  - L'Oie sauvage (Gan)
- 1957 : Blue Ribbon Award de la meilleure photographie[5] pour :
  - Le Chat, Shozo et ses deux maitresses (Neko to Shōzō to futari no onna)
  - Byaku fujin no yoren
- 1957 : prix du film Mainichi de la meilleure photographie[6] pour :
  - Le Chat, Shozo et ses deux maitresses (Neko to Shōzō to futari no onna)
  - Byaku fujin no yoren